# Мост Рес-Калькар
Мост Рес-Калькар (нем. Rheinbrücke Rees-Kalkar) — вантовый мост через Рейн, расположенный в городе Рес (Германия, федеральная земля Северный Рейн — Вестфалия). По мосту проходит федеральная автодорога B67.
Выше по течению находится Везельский мост, ниже — Эммерихский мост.
Моста построен в 1965—1967 гг. по проекту инженера Х. Хомберга.

## Конструкция[1]
- Количество пилонов — 2
- Высота пилонов — 46,15 м
- Материал вантов — сталь
- Материал пилонов — сталь
- Материал полотна — сталь
- Количество вантов — 80
- Главный пролёт — 255,0 м
- Схема пролётов — 104 м — 255 м — 104 м
- Общая длина — 982,5 м
- Ширина моста — 20,3 м
- Толщина дорожного полотна — 3,47 м
- Высота над нормальным уровнем воды — 9,1 м
- Длина левобережной подъездной эстакады — 237,5 м
- Длина правобережной подъездной эстакады — 282,0 м